# ديفيد بوبيسكو
ديفيد بوبيسكو (بالرومانية: David Popescu) هو عسكري روماني، ولد في 1886، وتوفي في 1955.